# Allaichowski ulus
Der Allaichowski ulus (russisch Алла́иховский улу́с, auch Аллаиховский район, Allaichowski rajon; jakutisch Аллайыаха улууһа, Allajyacha uluuha) ist einer der 34 Ulusse (Rajons) der Republik Sacha (Jakutien) im Norden des russischen Föderationskreises Ferner Osten.

## Geographie
Der Ulus liegt im Norden der Republik an der Küste der Ostsibirischen See, eines Randmeeres des Arktischen Ozeans, im Ostsibirischen Tiefland. Benannt ist er nach dem 563 km langen Fluss Allaicha.
Der Ulus hat eine Fläche von etwa 107.300 km², etwas weniger als ein Drittel der Fläche Deutschlands. Die Vegetation besteht größtenteils aus Tundra, nicht geringe Flächen sind sogar Kältewüste.
Mit Unterstützung des WWF wurde auf einigen Inseln im Delta der Indigirka das Vogelschutzgebiet Katalyk eingerichtet, nicht zuletzt zur Verbesserung der Lebensbedingungen der Kraniche in Ostasien.

## Demografie
Die Einwohnerzahl hatte sich von 1939 bis 1989 mehr als verdreifacht, ist aber inzwischen wieder auf etwa das Doppelte des Ausgangswertes abgefallen:
1939 – 1679
1959 – 2373
1970 – 3855
1989 – 5361
2002 – 3421
2010 – 3050
Die Bevölkerung besteht zu fast zwei Drittel aus Angehörigen indigener Ethnien, bei leicht steigender Tendenz. Der Anteil der Ewenen und Jukagiren ist dabei jeweils der dritthöchste aller Ulusse der Republik.
| Ethnie    | 2002     | 2002  | 2010     | 2010  |
| Ethnie    | Personen | %     | Personen | %     |
| --------- | -------- | ----- | -------- | ----- |
| Jakuten   | 1356     | 39,90 | 1191     | 39,90 |
| Ewenen    | 565      | 16,52 | 612      | 20,02 |
| Jukagiren | 79       | 2,32  | 78       | 2,56  |
| Ewenken   | …        | …     | 36       | 1,18  |
| Russen    | 1154     | 33,73 | 968      | 31,77 |
| Ukraine   | 77       | 2,25  | 51       | 1,67  |

## Gemeinden
Der Ulus besteht aus 6 Gemeindeformationen, in Jakutien mit dem Wort nasleg bezeichnet, davon 1 Punktgemeinde und 4 Flächengemeinden und einem nicht dauernd bewohnten Nasleg.
In der folgenden Liste stehen voran die jakutischen, dahinter in Klammern die russischen Namen, beide in Transliteration und in kyrillischer Schrift. Wo nur eine Einwohnerzahl angegeben ist, stammt sie aus dem Jahr 2007:
Punktgemeinde:
1) = Čokuurdaach – Чокуурдаах (Tschokurdach, Čokurdách – Чокурда́х), 2007: 2.300, 2010: 2.105, Siedlung städtischen Typs und Verwaltungszentrum in der Mitte des Ulus am linken Ufer der Indigirka unterhalb der Einmündung der Allaicha
Flächengemeinden:
2) = Džükeebil – Дьүкээбил, 235
3) = Bereleech – Бөрөлөөх, 180
4) = Russkaj Ust'e – Русскай Устье, 172
5) = Byjangnyyr – Быйаҥныыр, 129
6) = Ojotung – Ойотуҥ,
Die Nummern bezeichnen die Rangfolge der Siedlungen nach Einwohnerzahl und die Kennzeichnung der Flächengemeinden in der nur in der jakutischen Wikipedia („In andern Sprachen: Caxa“) verfügbaren Karte des Ulus Allaicha.